# Gauley Bridge
Gauley Bridge is een plaats (town) in de Amerikaanse staat West Virginia, en valt bestuurlijk gezien onder Fayette County.

## Demografie
Bij de volkstelling in 2000 werd het aantal inwoners vastgesteld op 738.
In 2006 is het aantal inwoners door het United States Census Bureau geschat op 699, een daling van 39 (-5.3%).

## Geografie
Volgens het United States Census Bureau beslaat de plaats een oppervlakte van
4,3 km², waarvan 4,2 km² land en 0,1 km² water. Gauley Bridge ligt op ongeveer 223 m boven zeeniveau.

## Plaatsen in de nabije omgeving
De onderstaande figuur toont nabijgelegen plaatsen in een straal van 16 km rond Gauley Bridge.